# Arnekhamani
Arnekhamani núbiai kusita uralkodó volt a meroéi korszakban, az i. e. 3. század végén.
Főleg a Muszavvarát esz-Szufra-i templomegyüttesben folytatott építkezéseiről ismert. Ő építtette itt a fő templomegyüttest, amelynek befejezésére azonban már nem került sor; valószínű, hogy az uralkodó meghalt, mielőtt befejezhette volna az építkezést.
Arnekhamani az egyiptomi fáraókéhoz hasonló titulatúrát vett fel. Három neve maradt fenn: születési neve, az Arnekhamani mellett uralkodói neve, a Heperkaré („Ré kájának megnyilvánulása”) és Hórusz-neve, a Kanaht Merimaat („Az erős bika, Maat kedveltje”). Születési nevéhez számos jelzőt toldott, melyeket uralkodása során többször változtatott: először az „Ámon kedveltje” került mellé, majd az „éljen örökkön örökké, Ámon kedveltje”, végül az „éljen örökkön örökké, Ízisz kedveltje”. IV. Ptolemaiosz egyiptomi uralkodó (i. e. 221–204 BC) szintén az „Ízisz kedveltje” nevet viselte, lehetséges, hogy ez hatással volt Arnekhamani nevére, ami segít időben elhelyezni őt.
A templomegyüttesben említik Arnekhamani feleségét és fiát is; csak utóbbinak a neve maradt fenn: Arki. A herceg „az ipeber-anhi Ízisz papja” volt (Ipeber-anh Muszavvarát esz-Szufra ókori neve), és talán azonos Arqamani királlyal, aki így Arnekhamani utóda lehetett.

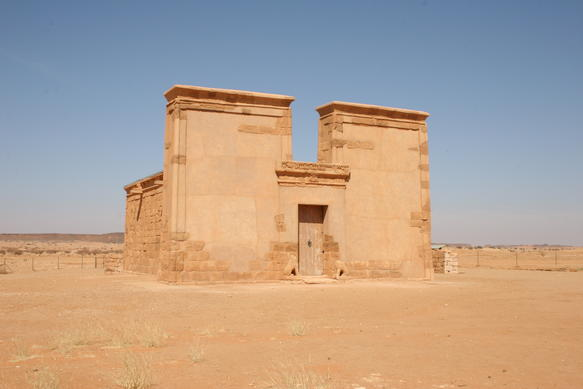
Apedemak temploma
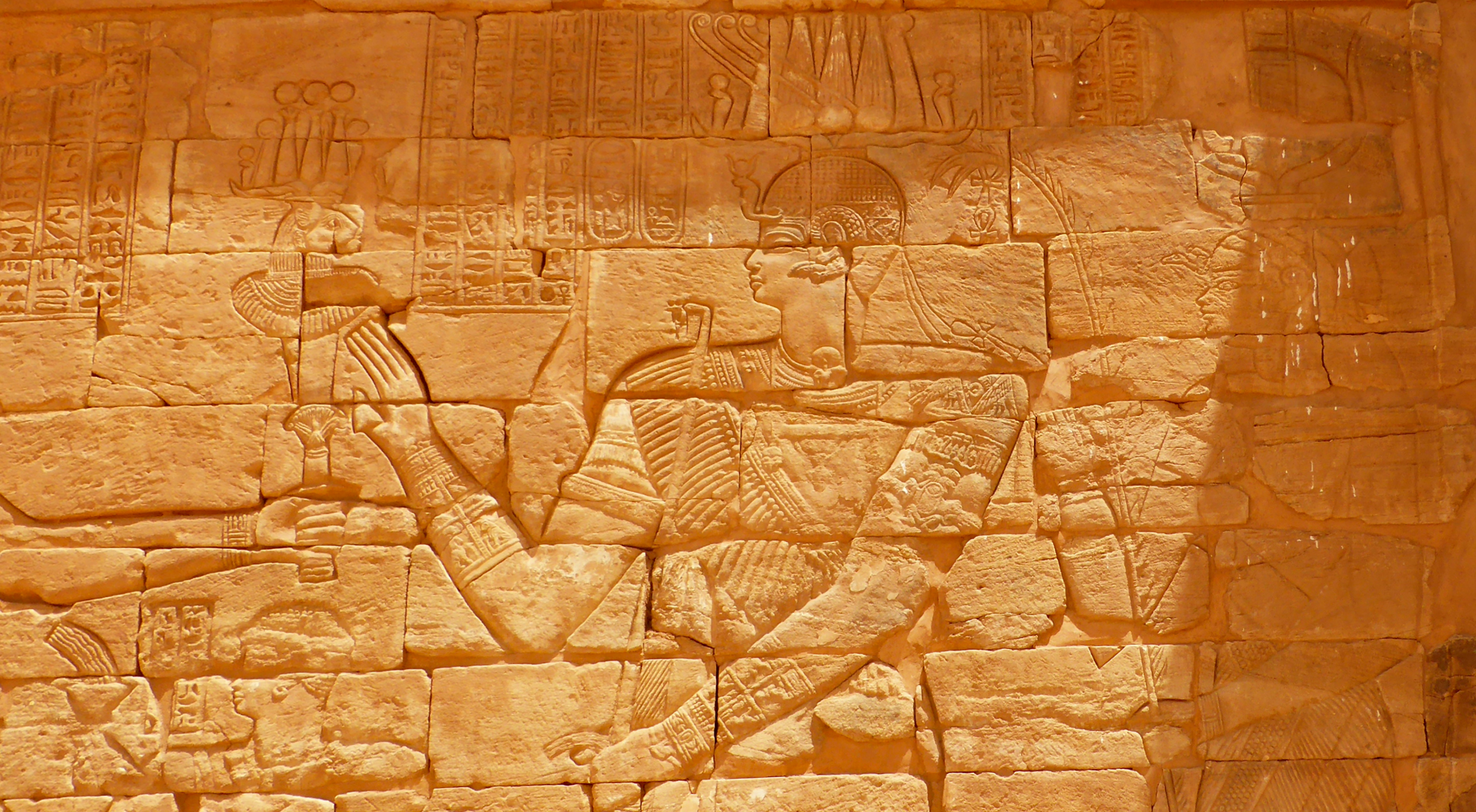
Arnekhamani
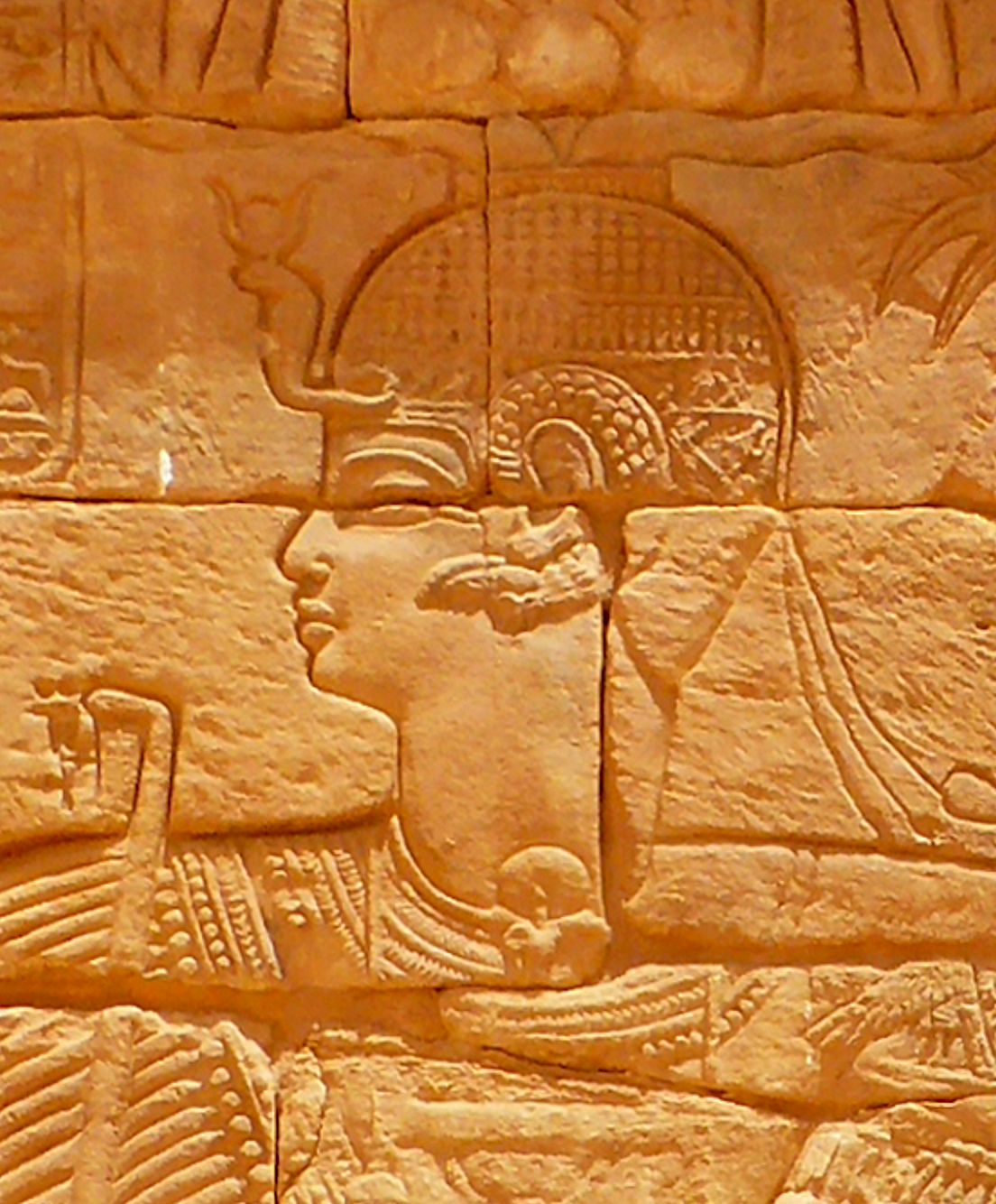
Arnekhamani
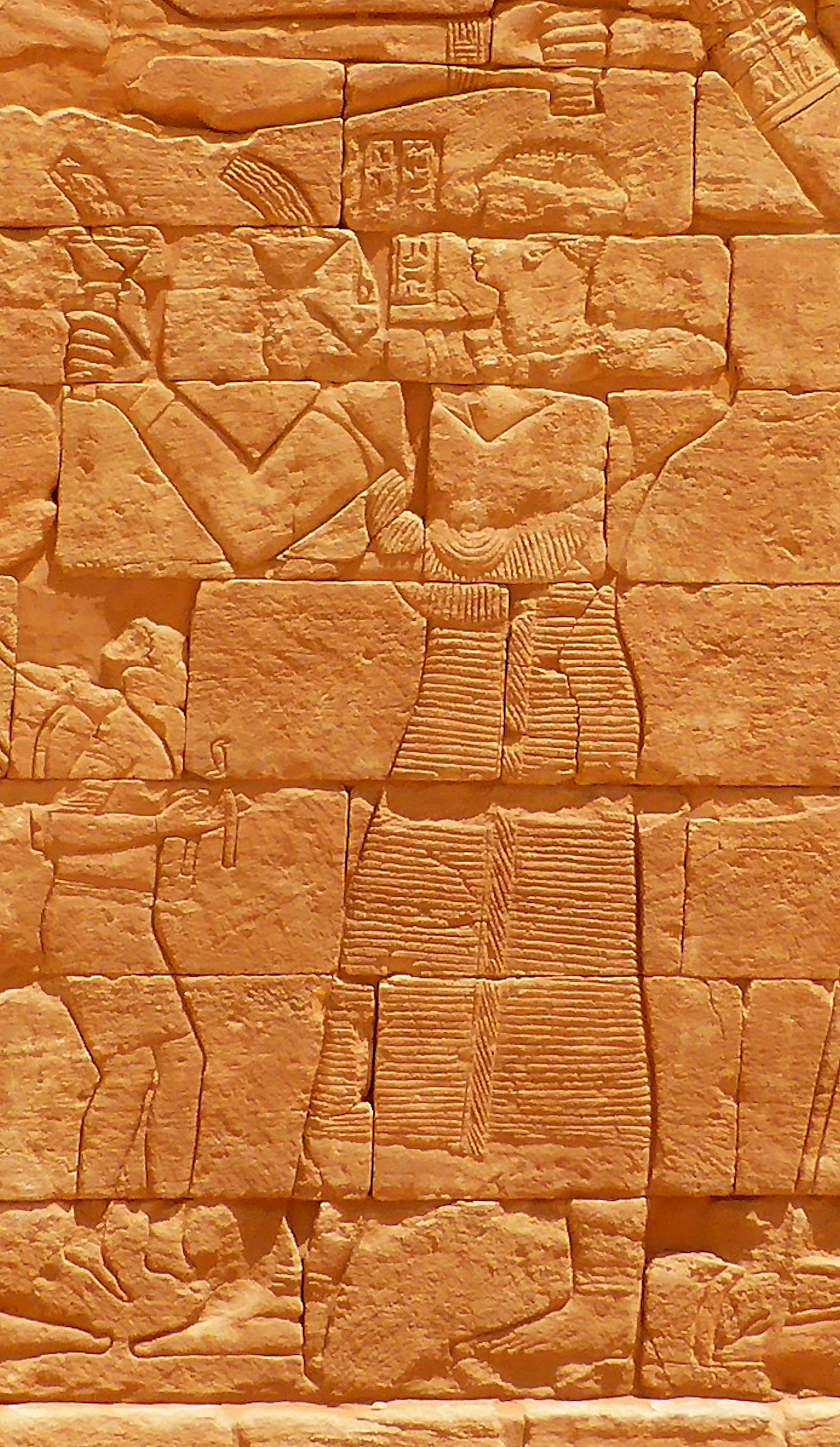
Arka, Arnekhamani fia, talán a későbbi Arqamani

## Fordítás
- Ez a szócikk részben vagy egészben  az   Arnekhamani című angol Wikipédia-szócikk ezen változatának fordításán alapul.  Az eredeti cikk szerkesztőit annak laptörténete sorolja fel. Ez a jelzés csupán a megfogalmazás eredetét és a szerzői jogokat jelzi, nem szolgál a cikkben szereplő információk forrásmegjelöléseként.